# ウン・ポキト・トゥヨ
『ウン・ポキト・トゥヨ』（スペイン語: Un poquito tuyo）は、メキシコのテレビドラマ。イマヘン・テレビシオンで2019年2月25日から6月17日まで放送された。

## 登場人物
フリエタ・バルガス
演 - マージョリー・ド・スーザ
アントニオ・ソラノ
演 - ホルヘ・サリナス
カタリナ・モンティエル
演 - ロレーナ・エレーラ
エルビス・ラモン・ロサレス
演 - ラウル・コロナド